# Ефремова, Татьяна Фёдоровна
Татья́на Фёдоровна Ефре́мова (ум. 2015) — советский и российский лингвист, лексикограф, специалист в области русской дериватологии, автор и редактор современных словарей русского языка. Кандидат филологических наук. Старший научный сотрудник Научно-исследовательского института преподавания русского языка в национальной школе (НИИ ПРЯНШ) АПН СССР, заведующая сектором лингвистических основ обучения.

## Биография
В 1970 году в Институте русского языка АН СССР под научным руководством доктора филологических наук, профессора А. И. Кузнецовой (впоследствии выступала соавтором «Словаря морфем») защитила диссертацию на соискание учёной степени кандидата филологических наук по теме «Опыт описания современного русского языка на уровне морфов».

## Научные труды

### Словари
- Ефремова Т. Ф. Современный словарь русского языка три в одном: орфографический, словообразовательный, морфемный : около 20 000 слов, около 1200 словообразовательных единиц. — М.: ACT, 2010. — 699 с. — ISBN 978-5-17-069855-4.
- Ефремова Т. Ф. Толковый словарь омонимов русского языка : 20 000 рядов омографов, 80 000 словарных статей, 100 000 семантических единиц. — М.: Аванта+, 2007. — 1406 с. — (Biblio). — ISBN 978-5-98986-151-4.
- Ефремова Т. Ф. Толковый словарь служебных частей речи русского языка : 15 000 слов. ст. : 22 000 семант. ст.. — М.: Русский язык, 2001. — 862 с. — ISBN 5-200-02885-X.
- Ефремова Т. Ф. Новый словарь русского языка. Толково-словообразовательный: Св. 136000 словарных статей, около 250000 семантических единиц : В 2 т.. — М.: Русский язык, 2000. — (Библиотека словарей русского языка). — ISBN 5-200-02800-0.
- Ефремова Т.Ф., Костомаров В.Г. Словарь грамматических трудностей русского языка [печатный текст] / Ефремова, Татьяна Федоровна, Автор (Author); Костомаров, Виталий Григорьевич, Автор (Author); Розенталь, Дитмар Эльяшевич, Автор обозрения, рецензии (Reviewer); Плотникова, В. А., Автор обозрения, рецензии (Reviewer); Чулочникова, И. В., Редактор (Editor). — М.: Русский язык, 1986.  — 410, [6] с. 200000 экземпляров
- Ефремова Т.ф., Костомаров В.Г. Словарь грамматических трудностей русского языка [печатный текст] / Ефремова, Татьяна Федоровна, Автор (Author); Костомаров, Виталий Григорьевич, Автор (Author); Чулочникова, И. В., Редактор. Издание 2-е, перераб. и доп. — М.: Русский язык, 1993. — 345 [7] с. 25060 экземпляров ISBN 5-200-01801-3
- Ефремова Т. Ф., Костомаров В. Г. Словарь грамматических трудностей русского языка. — 2-е изд., перераб. и доп.. — М.: Русский язык, 1997. — 345 с. — (Библиотека словарей русского языка). — ISBN 5-200-02513-3.
- Ефремова Т. Ф. Толковый словарь словообразовательных единиц русского языка. — М.: Русский язык, 1996. — ISBN 5-200-01767-X.
- Кузнецова А. И., Ефремова Т. Ф. Словарь морфем русского языка Ок. 52000 слов. — М.: Русский язык, 1986. — 1132 с.

### Статьи
- Шанский Н. М., Ефремова Т. Ф. О монолингвальном лингвистическом описании русского языка в учебных целях // Лингвистическое описание русского языка в учебных целях / отв. Н. М. Шанский, Т. Ф. Ефремова. — М.: АПН СССР, 1981. — 88 с.
- Ефремова Т. Ф., Клименко Г. В. Русское словопроизводство и возможности его лингвистического описания в учебных целях // Лингвистическое описание русского языка в учебных целях / отв. Н. М. Шанский, Т. Ф. Ефремова. — М.: АПН СССР, 1981. — 88 с.
- Ефремова Т. Ф. О возможных типах так называемых морфемных словарей русского языка // Русский язык в школе. — 1976. — № 2.
- Ефремова Т. Ф. Из наблюдений над структурой современного русского языка на уровне морфов // Семантические и фонологические проблемы прикладной лингвистики. — М.: Изд-во МГУ, 1968.
- Ефремова Т. Ф. Несколько замечаний о структурных типах единиц морфемного уровня (на материале современного русского языка) // Семантические и фонологические проблемы прикладной лингвистики. — М.: Изд-во МГУ, 1968.
- Ефремова Т. Ф. К проблеме оптимального содержания раздела «Словообразование» в курсе русского языка для национальной средней школы [4]
- Ефремова Т. Ф. О некоторых морфологических трудностях русского языка. Русский язык в национальной школе, 1983, № 5, с.9-10.[5]
- Ефремова Т. Ф. О едином словообразовательном минимуме русского языка // Рус . яз . в нац . школе.[6]
- Ефремова Т. Ф. Фонетика и орфография в письменной речи эстонцев[7]